# Attigny (Vosgos)
Attigny es una comuna francesa situada en el departamento de Vosgos, en la región de Gran Este.

## Demografía
| 361 | 332 | 307 | 305 | 280 | 278 | 201 |
| Para los censos de 1962 a 1999 la población legal corresponde a la población sin duplicidades (Fuente: INSEE [Consultar]) |     |     |     |     |     |     |